# Bahnstrecke Horsens–Bryrup–Silkeborg
| Lage der Strecke in Dänemark |                                                   |                                                        |                                                        |
| Streckenlänge: | 60,9 km                                           |                                                        |                                                        |
| Spurweite: | Horsens–Bryrup bis 1929: 1000 mm ab 1929: 1435 mm |                                                        |                                                        |
| Minimaler Radius: | 400 m                                             |                                                        |                                                        |
| Streckengeschwindigkeit: | 30 / 45 km/h                                      |                                                        |                                                        |
| Zweigleisigkeit: | Horsens–Lund: 1929–1957                           |                                                        |                                                        |
| |                                                   |                                                        |                                                        |
| \| \| \| Bahnstrecke Fredericia–Aarhus von Vejle \| \| \| \| \| Horsens-Juelsminde Jernbane von Juelsminde \| \| \| \| \| Horsens-Odder Jernbane von Odder \| \| \| \| \| (ab 1929) \| \| \| \| 0,0 \| Horsens \| 2,7 m.o.h. \| \| \| \| \| \| \| \| 0,5 \| Bygholm \| 7 m.o.h. \| \| \| \| Bahnstrecke Fredericia–Aarhus nach Aarhus \| \| \| \| 6,3 \| Lund \| 35,3 m.o.h. \| \| \| \| Horsens Vestbaner nach Ejstrupholm/Thyregod \| \| \| \| 10,3 \| Lundum \| 22,8 m.o.h. \| \| \| 12,7 \| Stenbjerg \| 46,6 m.o.h. \| \| \| 12,7 \| Monbjergvejen (ab 23. Mai 1954) \| 59,1 m.o.h. \| \| \| 16,5 \| Østbirk \| 52,3 m.o.h. \| \| \| 18,6 \| Vestbirk \| 55,4 m.o.h. \| \| \| \| Gudenå \| \| \| \| \| Den Genfundne Bro (Gudenå) \| \| \| \| 21,2 \| Gammelstrup \| 51,8 m.o.h. \| \| \| 23,6 \| Tønning \| 83,9 m.o.h. \| \| \| 26,2 \| Trædenvejen (Ring Skov) (ab 18. Juni 1930) \| 106,2 m.o.h. \| \| \| 27,4 \| Brædstrup \| 110,7 m.o.h. \| \| \| 28,9 \| Lille Davdingvej (ab 18. Juni 1930) \| 116,4 m.o.h. \| \| \| 30,1 \| Rodvigsballe (ab 1. Aug. 1955) \| 111,2 m.o.h. \| \| \| 30,7 \| Slagballe \| 116,3 m.o.h. \| \| \| 32,0 \| Vinding Østergård (ab 1935) \| 120,7 m.o.h. \| \| \| 34,2 \| Vinding \| 104,3 m.o.h. \| \| \| 37,8 \| Bryrup \| 61,1 m.o.h. \| \| \| 39,2 \| Skåningbro (ab 21. Juni 1929) \| 61,7 m.o.h. \| \| \| 41,8 \| Vrads \| 61,8 m.o.h. \| \| \| \| Salten Å \| \| \| \| 46,8 \| Fogstrup (ab 1930) \| 101 m.o.h. \| \| \| 47,8 \| Korsvej (ab 18. Juni 1930) \| 103,2 m.o.h. \| \| \| 50,8 \| Them By (ab 10. Mai 1929) \| 99,3 m.o.h. \| \| \| 55,8 \| Virklund (ab 1935) \| 34 m.o.h. \| \| \| 58,9 \| Ørnsø (ab 1. Nov. 1954) \| 29,5 m.o.h. \| \| \| \| Skanderborg-Skjern-banen von Herning \| \| \| \| \| Silkeborg–Kjellerup–Rødkærsbro Jernbane von Rødkærsbro \| \| \| \| \| \| \| \| \| \| Silkeborg (SKRJ) \| \| \| \| 60,9 \| Silkeborg \| 29,2 m.o.h. \| \| \| \| Skanderborg-Skjern-banen nach Skanderborg \| \| \| \| \| Hafenbahn \| \| \| \| \| Langå-Brammingbanen nach Langå \| \| \| \| \| \| \| \| Quellen: [1] \| \| \| \| |                                                   |                                                        |                                                        |
| Strecke |                                                   | Bahnstrecke Fredericia–Aarhus von Vejle                | Bahnstrecke Fredericia–Aarhus von Vejle                |
| Abzweig geradeaus und ehemals von rechts |                                                   | Horsens-Juelsminde Jernbane von Juelsminde             | Horsens-Juelsminde Jernbane von Juelsminde             |
| Abzweig geradeaus und ehemals von rechts |                                                   | Horsens-Odder Jernbane von Odder                       | Horsens-Odder Jernbane von Odder                       |
| Abzweig ehemals geradeaus und nach links · Strecke von rechts |                                                   | (ab 1929)                                              | (ab 1929)                                              |
| Bahnhof (Strecke außer Betrieb) · Bahnhof | 0,0                                               | Horsens                                                | 2,7 m.o.h.                                             |
| Strecke nach links (außer Betrieb) · Abzweig geradeaus und ehemals von rechts |                                                   |                                                        |                                                        |
| ehemaliger Haltepunkt / Haltestelle | 0,5                                               | Bygholm                                                | 7 m.o.h.                                               |
| Abzweig ehemals geradeaus und nach links |                                                   | Bahnstrecke Fredericia–Aarhus nach Aarhus              | Bahnstrecke Fredericia–Aarhus nach Aarhus              |
| Bahnhof (Strecke außer Betrieb) | 6,3                                               | Lund                                                   | 35,3 m.o.h.                                            |
| Abzweig geradeaus und nach links (Strecke außer Betrieb) |                                                   | Horsens Vestbaner nach Ejstrupholm/Thyregod            | Horsens Vestbaner nach Ejstrupholm/Thyregod            |
| Bahnhof (Strecke außer Betrieb) | 10,3                                              | Lundum                                                 | 22,8 m.o.h.                                            |
| Bahnhof (Strecke außer Betrieb) | 12,7                                              | Stenbjerg                                              | 46,6 m.o.h.                                            |
| Haltepunkt / Haltestelle (Strecke außer Betrieb) | 12,7                                              | Monbjergvejen (ab 23. Mai 1954)                        | 59,1 m.o.h.                                            |
| Bahnhof (Strecke außer Betrieb) | 16,5                                              | Østbirk                                                | 52,3 m.o.h.                                            |
| Bahnhof (Strecke außer Betrieb) | 18,6                                              | Vestbirk                                               | 55,4 m.o.h.                                            |
| Brücke über Wasserlauf (Strecke außer Betrieb) |                                                   | Gudenå                                                 | Gudenå                                                 |
| Brücke über Wasserlauf (Strecke außer Betrieb) |                                                   | Den Genfundne Bro (Gudenå)                             | Den Genfundne Bro (Gudenå)                             |
| Bahnhof (Strecke außer Betrieb) | 21,2                                              | Gammelstrup                                            | 51,8 m.o.h.                                            |
| Bahnhof (Strecke außer Betrieb) | 23,6                                              | Tønning                                                | 83,9 m.o.h.                                            |
| Haltepunkt / Haltestelle (Strecke außer Betrieb) | 26,2                                              | Trædenvejen (Ring Skov) (ab 18. Juni 1930)             | 106,2 m.o.h.                                           |
| Bahnhof (Strecke außer Betrieb) | 27,4                                              | Brædstrup                                              | 110,7 m.o.h.                                           |
| Haltepunkt / Haltestelle (Strecke außer Betrieb) | 28,9                                              | Lille Davdingvej (ab 18. Juni 1930)                    | 116,4 m.o.h.                                           |
| Haltepunkt / Haltestelle (Strecke außer Betrieb) | 30,1                                              | Rodvigsballe (ab 1. Aug. 1955)                         | 111,2 m.o.h.                                           |
| Bahnhof (Strecke außer Betrieb) | 30,7                                              | Slagballe                                              | 116,3 m.o.h.                                           |
| Haltepunkt / Haltestelle (Strecke außer Betrieb) | 32,0                                              | Vinding Østergård (ab 1935)                            | 120,7 m.o.h.                                           |
| Bahnhof (Strecke außer Betrieb) | 34,2                                              | Vinding                                                | 104,3 m.o.h.                                           |
| Kopfbahnhof Strecke bis hier außer Betrieb | 37,8                                              | Bryrup                                                 | 61,1 m.o.h.                                            |
| Haltepunkt / Haltestelle | 39,2                                              | Skåningbro (ab 21. Juni 1929)                          | 61,7 m.o.h.                                            |
| Kopfbahnhof Strecke ab hier außer Betrieb | 41,8                                              | Vrads                                                  | 61,8 m.o.h.                                            |
| Brücke über Wasserlauf (Strecke außer Betrieb) |                                                   | Salten Å                                               | Salten Å                                               |
| Bahnhof (Strecke außer Betrieb) | 46,8                                              | Fogstrup (ab 1930)                                     | 101 m.o.h.                                             |
| Haltepunkt / Haltestelle (Strecke außer Betrieb) | 47,8                                              | Korsvej (ab 18. Juni 1930)                             | 103,2 m.o.h.                                           |
| Bahnhof (Strecke außer Betrieb) | 50,8                                              | Them By (ab 10. Mai 1929)                              | 99,3 m.o.h.                                            |
| Bahnhof (Strecke außer Betrieb) | 55,8                                              | Virklund (ab 1935)                                     | 34 m.o.h.                                              |
| Haltepunkt / Haltestelle (Strecke außer Betrieb) | 58,9                                              | Ørnsø (ab 1. Nov. 1954)                                | 29,5 m.o.h.                                            |
| Abzweig ehemals geradeaus und von links |                                                   | Skanderborg-Skjern-banen von Herning                   | Skanderborg-Skjern-banen von Herning                   |
| Strecke · Strecke (außer Betrieb) |                                                   | Silkeborg–Kjellerup–Rødkærsbro Jernbane von Rødkærsbro | Silkeborg–Kjellerup–Rødkærsbro Jernbane von Rødkærsbro |
| Abzweig geradeaus und ehemals von links · Abzweig geradeaus und nach rechts (Strecke außer Betrieb) |                                                   |                                                        |                                                        |
| Strecke · Haltepunkt / Haltestelle Streckenende (Strecke außer Betrieb) |                                                   | Silkeborg (SKRJ)                                       | Silkeborg (SKRJ)                                       |
| Bahnhof | 60,9                                              | Silkeborg                                              | 29,2 m.o.h.                                            |
| Abzweig ehemals geradeaus und nach rechts |                                                   | Skanderborg-Skjern-banen nach Skanderborg              | Skanderborg-Skjern-banen nach Skanderborg              |
| Abzweig geradeaus und nach links (Strecke außer Betrieb) |                                                   | Hafenbahn                                              | Hafenbahn                                              |
| Strecke (außer Betrieb) |                                                   | Langå-Brammingbanen nach Langå                         | Langå-Brammingbanen nach Langå                         |
| |                                                   |                                                        |                                                        |
| Quellen: |                                                   |                                                        |                                                        |

Die Bahnstrecke Horsens–Bryrup–Silkeborg (HBS) – oder Bryrupbanen – war eine dänische Privatbahn, die in mehreren Etappen erbaut und am 30. März 1968 stillgelegt wurde. Der Abschnitt zwischen Bryrup und Vrads ist als Museumsbahn erhalten.

## Horsens-Bryrup Jernbaneselskab
Der erste Streckenteil wurde von der Horsens-Bryrup Jernbaneselskab (HBJ) errichtet. Am 20. Mai 1896 wurde die Konzession an die HBJ erteilt. Im April 1897 begann die Firma Hoffmann, Hansen & Co. mit den Bauarbeiten und erhielt dafür 619.800 Kronen. Bis Februar 1898 hatte die Strecke Vestbirk und die Gudenå erreicht, wo die Strecke sehr kurvenreich verlief. Die Brückenarbeiten über die Gudenå waren aufwendig und so wurde der Gleisbau auf der anderen Seite des Flusses fortgesetzt. Ende 1898 waren die Schienen weitgehend vorhanden. Die Brücke wurde erst Ende Januar 1899 fertiggestellt und kostete damals etwa 30.000 Kronen. Am 22. April 1899 hielt der Zug mit den geladenen Gästen an der Brücke, damit diese die Aussicht auf die Brücke genießen konnten.
Die Gesellschaft eröffnete am 23. April 1899 die 31,4 km lange meterspurige Strecke Lund–Bryrup für den allgemeinen Verkehr. Um die Züge weiter nach Horsens zu befördern, mietete das Unternehmen die 6,6 km lange Strecke Horsens–Lund, die bereits als Teil der am 1. Dezember 1891 eröffneten Horsens-Tørring-Jernbane bestand. Tørringbanen und Bryrupbanen konnten sich diesen Abschnitt teilen, da sie mit 1000 mm die gleiche Spurweite hatten.
Mit der neuen Strecke wurde ein Privatbahnhof in Horsens eröffnet, von wo aus die Fahrgäste der beiden Schmalspurstrecken über einem Treppenübergang über die Staatsbahngleise zum DSB-Bahnhof Horsens gehen konnten.
Die Strecke wurde mit sehr leichten Schienen mit einem Metergewicht von 12,5 kg gebaut. Sie war nicht eingezäunt und ohne gesicherte Bahnübergänge. Die Geschwindigkeit war niedrig, denn es dauerte über zwei Stunden, um die 38 km kurvenreiche lange Strecke durch die Hügellandschaft zu befahren. Der minimale Kurvenradius lag bei 400 m, die größte Steigung betrug 1:70. Der Bahnhof Slagballe war mit fast 120 m über dem Meeresspiegel der höchstgelegene Bahnhof Dänemarks.

### Bahnhöfe
Bygholm
Ab 1892 hatte Bygholm ein Anschlussgleis zur Horsens-Tørring-Jernbane, die auf diesem Abschnitt ab 1899 auch von der Horsens-Bryrup Jernbane bedient wurde. Es gab einen Haltepunkt, mindestens von 1901 bis 1920, wo ein Fahrkartenverkauf im gemeinsamen Bahnwärterhaus am Silkeborgvej eingerichtet war. Das Anschlussgleis wurde 1929 im Zusammenhang mit dem Bau eines zweispurigen Gleises zwischen Horsens und Lund abgebaut. Der Haltepunkt wurde ebenfalls geschlossen, zu einem unbekannten Zeitpunkt wieder eröffnet und von 1940 bis zur Schließung der Bryrupbane 1968 hauptsächlich von Schülern der Horsens Statsskole genutzt.
Brædstrup; Østbirk; Bryrup
Die größten Zwischenbahnhöfe, Brædstrup und Østbirk, waren bereits vor der Errichtung der Bahnstrecke bedeutende Orte, während Bryrup 1899 nur aus einer Kirche, einer Schule und einem Bauernhof bestand. Bryrup wuchs in den folgenden Jahrzehnten stark und hatte 1929 52 verschiedene Geschäfte und Betriebe. Es wurde nach Horsens und Brædstrup zur drittwichtigsten Station der Strecke. Nach 1920, als die letzte Teilstrecke der Diagonalbane oder Den jyske diagonalbane zwischen Randers und Esbjerg, der Abschnitt Langå–Bramming, fertiggestellt war, musste Bryrup einen Großteil seines Güterverkehrs an die nur wenige Kilometer entfernten Bahnhöfe der Staatsbahnstrecke abgeben.

## Wirtschaftlichkeit
Wie andere Bahnstrecken wurde auch die Strecke Horsens–Bryrup in den 1920er Jahren durch zunehmenden Autoverkehr unter Druck gesetzt. Die Gesellschaft hatte in den ersten 17 Jahren insgesamt 170.000 Kronen an Dividenden gezahlt, musste aber in den 1920er Jahren 50.000 Kronen von den Kommunen zur Deckung von Defiziten verlangen. Bei der Liquidation der Gesellschaft im Jahr 1930 wurde ein Verlust von 12.380 Kronen auf die neue Gesellschaft Horsens-Bryrup-Silkeborg Jernbane übertragen.

## Horsens-Bryrup-Silkeborg Jernbane
1929 wurden einige der letzten privaten Eisenbahnstrecken in Dänemark eröffnet. Beide Schmalspurstrecken in Horsens wurden auf Normalspur mit 1435 mm umgebaut und gleichzeitig verlängert. Tørringbanen wurde Horsens Vestbaner, die von Tørring nach Thyregod verlängert wurde und eine Nebenstrecke von Rask Mølle nach Ejstrupholm bekam.
Bryrupbanen wurde von Bryrup nach Silkeborg verlängert. 1923 war die Linienführung festgelegt. Bereits im Juni 1922 wurde an drei Stellen mit Erdarbeiten begonnen, da diese als „Nothilfearbeiten“ mit staatlicher Hilfe durchgeführt werden konnten. So verpflichteten sich Kommunen und Ämter zur Umsetzung des Projekts. Dieses musste nicht von der staatlichen Kommission begutachtet werden, die viele Schienenprojekte des Eisenbahngesetzes vom 20. März 1918 kritisch zu betrachten hatte. Eine solch kritische Prüfung hätte das Projekt stoppen können.
In Bryrup wurde die Linienführung durch die Stadt verändert, sodass die Strecke die Landstraße rechtwinklig kreuzen und den Kvindsø südlich umfahren konnte. Dies erforderte den Bau eines neuen Bahnhofes.
Zwischen Horsens und Lund wurde ein weiteres Gleis verlegt. Jede Gesellschaft hatte nun ihr eigenes Gleis. Bryrupbanen bezahlte 80 % der Erweiterung des Bahndammes, der beiden Gesellschaften gemeinsam gehörte. Als Horsens Vestbaner 1957 den Personenverkehr einstellte, wurde ein Gleis wieder entfernt.
Auch in Horsens fand 1929 eine Umbau statt. Nach der Umstellung der Schmalspurstrecken auf Normalspur wäre es am einfachsten gewesen, die Strecken im Staatsbahnhof enden zu lassen. Aber dieser war zu klein, und die Gleise in den Bahnhof hatten scharfe Kurven. Darüber hinaus wollte Horsens die Stadt auf dem alten Bahnhofsgelände rund um den heutigen Vitus-Bering-Platz weiterentwickeln. So wurde weiter westlich bei Bygholm Å ein neuer Bahnhof gebaut, für den die Streckenführung geändert werden musste.

### Streckendaten
Die neue Strecke war leistungsstärker und mit Schienen mit einem Metergewicht von 27,55 kg gebaut. Die Geschwindigkeit konnte auf 45 km/h erhöht werden. Der Abschnitt Horsens–Bryrup war ursprünglich 38,0 km lang. Die Verlängerung Bryrup–Silkeborg war 23,2 km lang. Durch die Verlegung des Bahnhofs Horsens verkürzte sich die Strecke um 0,3 km, so dass der Gesamtabschnitt Horsens–Bryrup–Silkeborg 60,9 km betrug. Diese Strecke war einen Kilometer länger als die Verbindung Horsens–Silkeborg über Skanderborg mit der Staatsbahn.
Das Normalspurgleis auf dem alten Abschnitt wurde am 15. April 1929 in Betrieb genommen. Der neue Abschnitt Bryrup–Silkeborg wurde am 10. Mai 1929 eröffnet. Die Fahrt Horsens–Silkeborg dauerte nun drei Stunden mit dem Dampfzug und zwei Stunden mit dem Triebwagen. Die höhere Beschleunigung der Triebwagen ermöglichte es, in den 1930er Jahren fünf und in den 1950er Jahren drei zusätzliche Haltepunkte einzurichten.

### Bahnhofsgebäude

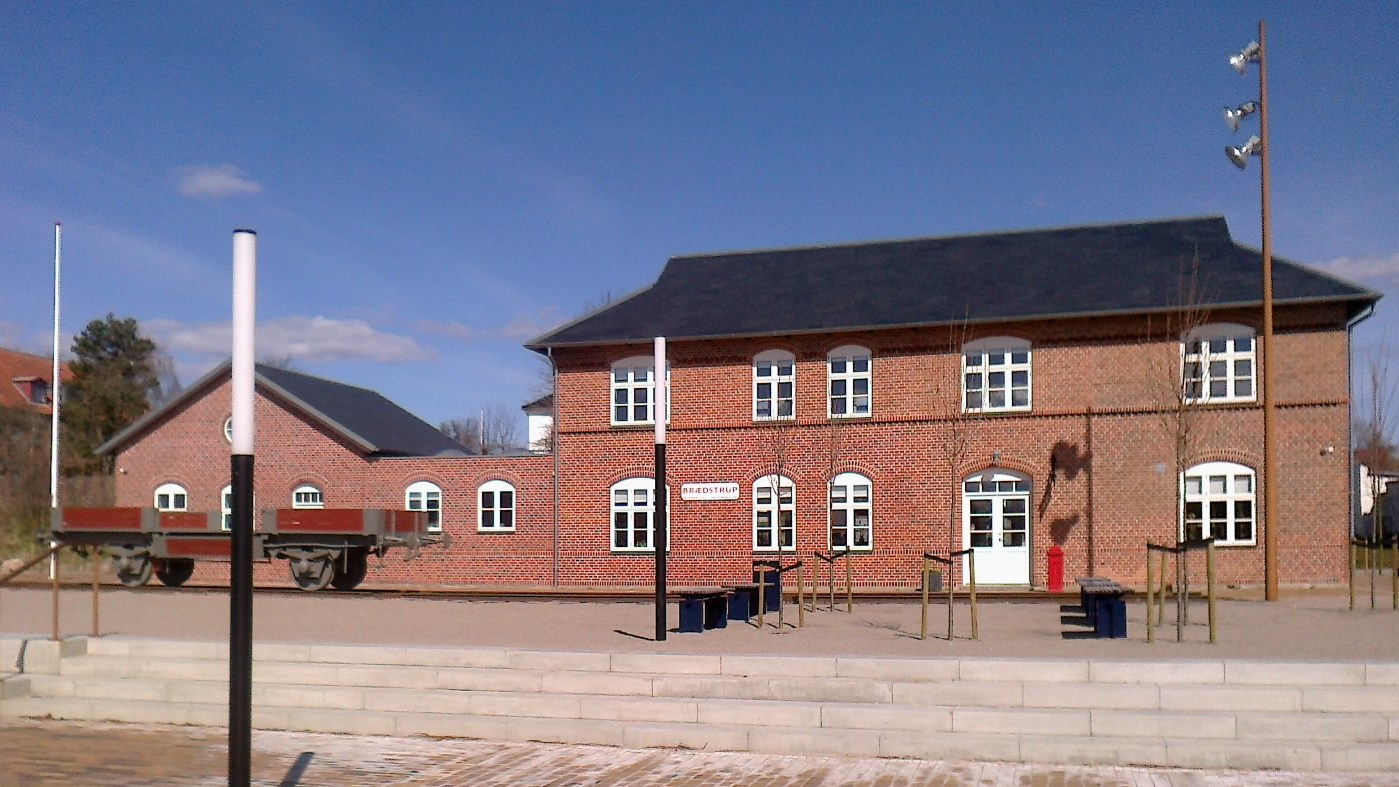
Bahnhofsgebäude in Brædstrup (2012)

Die Bahnhofsgebäude für den Abschnitt Horsens–Bryrup wurden von Viggo Bertram von der DSB entworfen, mit Ausnahme des Privatbahnbahnhofes von Horsens, der vermutlich von dem  Horsenser Architekten Hector Estrup stammt.
Bertram entwarf drei Arten von Bahnhofsgebäuden:
- Die Bahnhöfe in Østbirk, Brædstrup und Bryrup mit einer Wohnung im 1. Stock. Sie bestanden aus Mauerwerk mit einem Walmdach.
- Kleine Unterwegsbahnhöfe wie in Gammelstrup, mit Warteraum und Büro zur Gleisseite, Küche und Wohnzimmer zur Straße und ein bis zwei Mansardenzimmer.
- Große Unterwegsbahnhöfe wie in Tønning und Lundum, die beide erweitert wurden. Sie waren vier Meter länger als die kleinen Bahnhöfe, sodass in der gesamten Breite des Gebäudes Platz für ein Wartezimmer und im Erdgeschoss ein Schlafzimmer war.

Die beiden neuen Bahnhöfe in Vrads und Them wurden von dem Architekten Edvard Jensen gezeichnet.
Das Bahnhofsgebäude und das Bahnhofsvorsteherhaus in Lund wurden abgerissen, alle anderen Gebäude sind noch vorhanden.

## Verwaltung
1929 zog die Betriebsleitung der Gesellschaft in den Bahnhof in Lund. Der Hauptsitz der Verwaltung blieb bis September 1945 im Privatbahnhof Horsens, der dann von Andelsboligselskabet Beringsgården übernommen wurde, die auf dem Gelände Wohnblocks bauen wollte. Anschließend zog die Verwaltung in einige Wohnungen der Wohnungsbaugesellschaft in der Marius Holsts Gade.
Horsens Vestbaner und Bryrupbanen, die bereits eng zusammengearbeitet hatten, fusionierten 1951 mit Juelsmindebanen und Horsens-Odder Jernbane zum Unternehmen Horsens Privatbaner. Dazu wurde 1952 die Betriebsleitung von Lund zurück zum Bahnhof Horsens verlegt, wo eine gemeinsame Verwaltung aller vier ehemaligen Gesellschaften eingerichtet und ein großes Betriebswerk gebaut wurde.

## Stilllegung
Bei der Eröffnung der HBS 1929 waren Autos und LKW bereits weit verbreitet. Es dauerte nur ein paar Jahre, bis die Gesellschaft Defizite aufwies. Dieses Defizit wurde nur während des Zweiten Weltkriegs durch positive Zahlen unterbrochen. Sparmaßnahmen und der Einsatz von Sonderzügen in der Urlaubssaison und zu Weihnachten halfen nicht.
Im Betriebsjahr 1964/65 betrugen die Verluste ungefähr 500.000 Kronen, was dazu führte, dass die beteiligten Kommunen diese Summe nicht mehr decken wollten. Am 4. September 1967 wurde die letzte Hauptversammlung abgehalten, auf der die Stilllegung beschlossen wurde und am Samstag, 30. März 1968, wurde die Strecke als letzte der Horsens Privatbaner mit einem Schienenbus von Horsens nach Silkeborg eingestellt.

## Auflösung
Nachdem die Strecke 1968 eingestellt wurde, wollten die Städte Skanderborg und Vejle auf der gesamten Strecke einen Radweg einrichten. Eine lokale Initiative in Bryrup wollte den Abschnitt Bryrup–Silkeborg als Museumsbahn erhalten. Am Ende gelang dies für den Abschnitt Bryrup–Vrads, wo sie die Unterstützung der Kommunen hatten. 1969 wurde ein Gesetz für Museumsbahnen (Lov om veteranbaner) erlassen, das den Kommunen die Möglichkeit gab, Konzessionen für Museumseisenbahnen zu beantragen und den Betrieb später einem Verein zu überlassen.
So blieb der Abschnitt Bryrup–Vrads ausgenommen, als der Gleiskörper im August 1968 verkauft wurde. Die nunmehr noch 50,4 km langes Strecke wurde Grundlage für den insgesamt 60 km langen Bryrup-Radweg.
Das Interesse am Kauf der Bahnhofsgebäude war groß und die Fahrzeuge brachten eine Summe ein, mit der die Gläubiger – unter denen der Staat der größte war – am Ende 98 % ihrer Forderungen an das liquidierte Unternehmen zurückerhielten.

## Museumsbahn Bryrup–Vrads

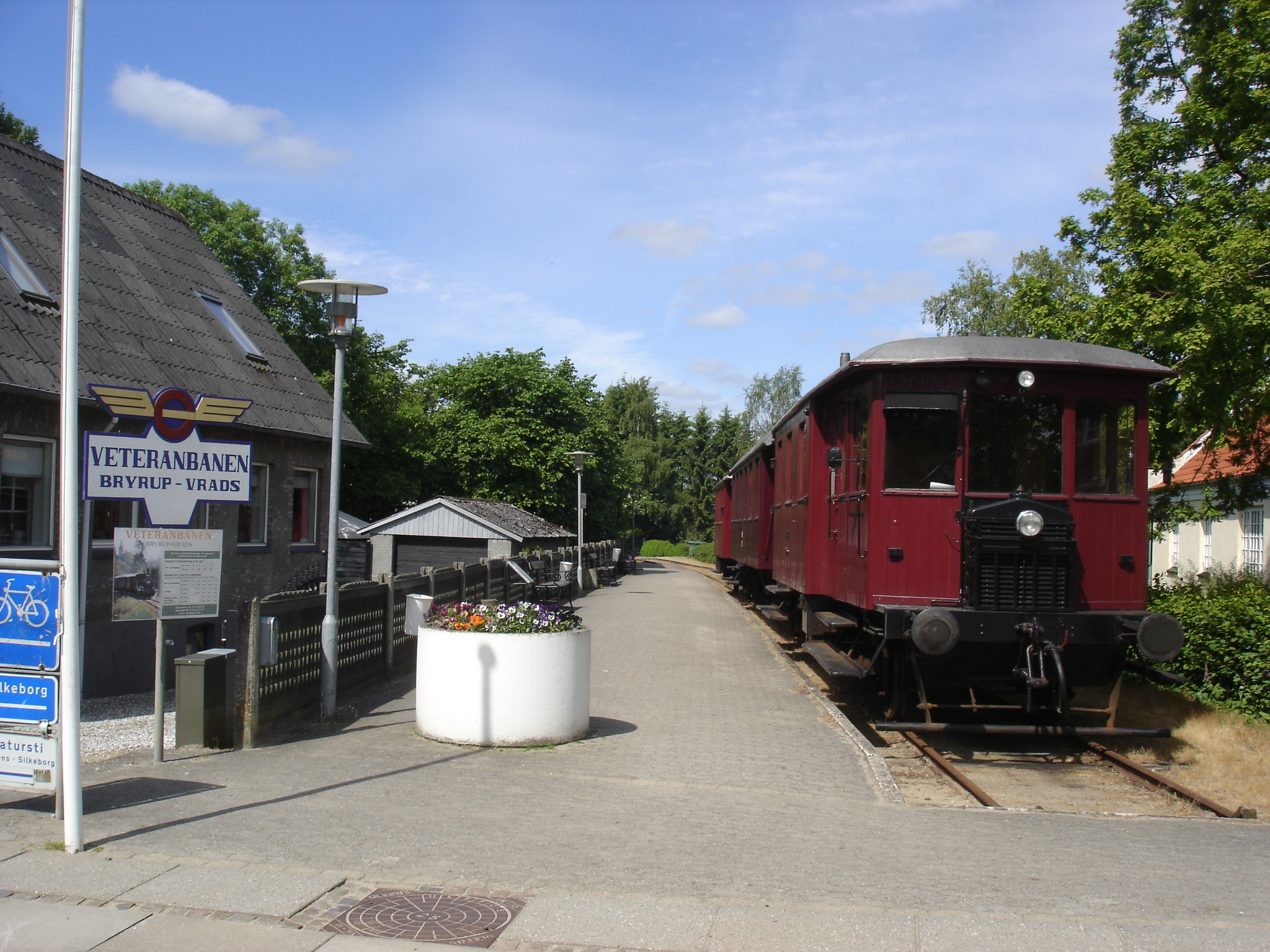
Museumsbahn

Bei der Versteigerung am 5. November 1968 ersteigert die Museumseisenbahn eine Dampflokomotive, einen Triangel-Triebwagen, zwei Schienenbusse, einen Güterwagen, einen offenen Güterwagen und vier Personenwagen, darüber hinaus eine Draisine, den Bahnhof Vrads und die 4 km lange Strecke zwischen Bryrup und Vrads.
Am Samstag, den 16. November 1968, trennte die Diesellokomotive HBS DL 202 die gekauften Museumsfahrzeuge vom restlichen Material, das sie am 23. November als letzte Aufgabe im aktiven Dienst als Sonderzug zu H.I. Hansen in Odense zur Verschrottung brachte. Dieser Zug bestand neben der DL 202 aus HBS L 205, HO 433, HBS C 226 und 23 Güterwagen sowie der Lokomotive HO 405 und dem Schneepflug HBS 296. Diesem folgte ein Schienenbuszug mit gleichem Ziel, bestehend aus HBS SM 213, HBS SP 220 und HBS SP 221.
Am selben Tag wurde die Dampflokomotive HO L 406 angefeuert, welche die Museumsfahrzeuge von Horsens nach Bryrup brachte. Dies waren der Triangel-Triebwagen HBS LM 215, vier Personenwagen (HBS C 223, C 224, C 225, C 227), ein Personen- und Gepäckwagen HBS E 233 und ein Güterwagen HBS Pb 277, beladen mit der Draisine BM 219. Am 17. November 1968 fuhren die beiden Schienenbusse HBS SM 211 und SM 212 von Horsens nach Bryrup.
Am 26. April 1969 fuhr der erste Zug auf der „Veteranbanen Bryrup–Vrads“ (VBV).

## Den Genfundne Bro

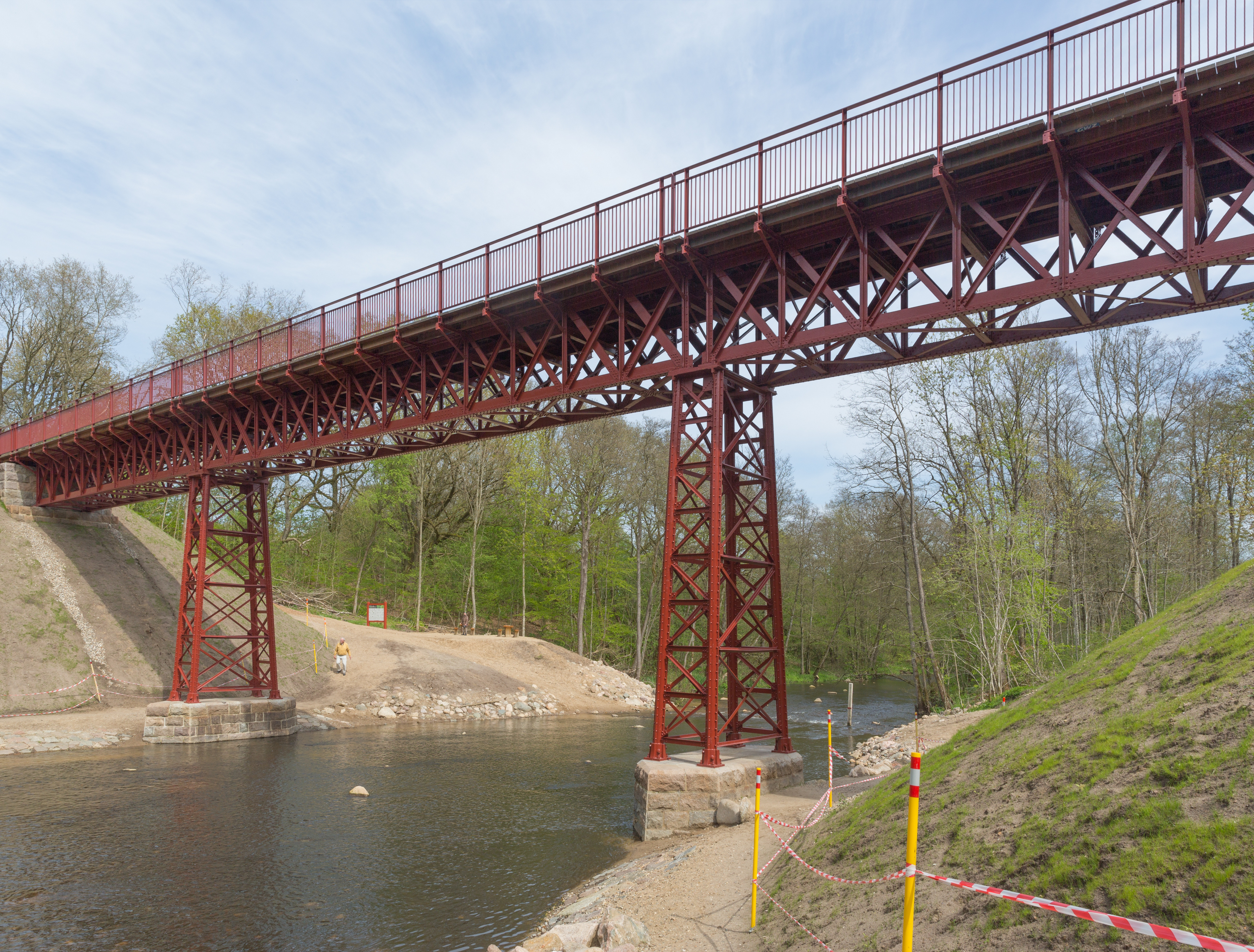
Den Genfundne Bro (2015)

Die Schmalspurbahn überquerte die Gudenå in Træden Skov in 13,4 m Höhe auf einer 45,7 m langen Gitterbrücke, die damals Dänemarks größte Eisenbahnbrücke war. Um Normalspurgleise zu verlegen, hätte die Brücke verbreitert werden müssen. Da nach dem Bau des Wasserkraftwerks Vestbirk im Jahr 1924 der größte Teil des Wassers nicht mehr dem alten Lauf folgte, konnte der Fluss einfach in zwei Betondurchlässe von jeweils 2 × 2 m verlegt und oben darauf ein Damm gebaut werden. Da die Schrottpreise zu niedrig waren, um die Brücke abzureißen, wurde diese ab dem 18. November 1925 in den Damm mit eingebaut.
Anfang 2014 wurde die alte Brücke ausgegraben, zunächst bis zwei Meter unter der Oberkante. Der restliche Teil des Damms diente als „Gerüst“, während der obere Teil repariert, sandgestrahlt und gestrichen wurde. Dann wurden die Fundamente ausgegraben und die beiden Brückenpfeiler renoviert. Die Brücke war erstaunlich gut erhalten – von ihren 40 Tonnen Eisen mussten nur 200 kg ersetzt werden. Schließlich wurden der Rest des Damms und die Betondurchlässe entfernt, die ein Hindernis für die Fische waren. Das Flussbett wurde in den Zustand von 1899 versetzt. Während der Renovierung wurde der Radweg um die Baustelle herumgeführt.
Die Brücke wurde am 13. Dezember 2014 wieder eingeweiht und erhielt den Namen „Den Genfundne Bro“ (Die wiederentdeckte Brücke).